# Erik Sjöblad
il barone Erik Carlsson Sjöblad (Halmstad, 28 agosto 1647 – Göteborg, 31 maggio 1725) è stato un ammiraglio e governatore svedese.

## Biografia
Sjöblad iniziò la sua carriera militare nel 1664 all'età di 17 anni, quando ottenne un incarico  nella flotta inglese. Tornò in Svezia nove anni dopo, da comandante. Nell'ammiragliato svedese, salì rapidamente di grado e nel 1676, a soli 29 anni, fu nominato ammiraglio.
Nel 1677 guidò la sua squadra contro l'ammiraglio dano-norvegese Niels Juel. L'azione dell’11 giugno 1677 si concluse con la perdita di 1.500 uomini e la sua nave ammiraglia, la Amarant, divenendo prigioniero di guerra. Dopo la fine della guerra di Scania, fu nominato governatore della contea di Blekinge nel 1683. Nel 1696 divenne proprietario di Herrestad.
Nel 1700, assunse la carica di governatore di Göteborg e Bohuslän, costruito come porto e deposito per la Marina svedese.
Sjöblad si dimostrò presto un governatore di contea alquanto arbitrario al punto che uno scrittore contemporaneo lo descrisse come "despota in ogni centimetro". Dopo la raccolta delle prove sulle sue irregolarità da parte di un magistrato, compresa la distrazione dei fondi e delle entrate della Corona, Sjöblad fu convocato al Consiglio nazionale di Stoccolma. Fu dunque portato in giudizio, accusato di perseguire "diversi obiettivi d’interesse personale, abuso e concussione". Nell'ottobre 1711 fu condannato alla "perdita perpetua dell'incarico, della vita, onore e beni". La pena di morte fu successivamente abrogata e commutata in pena detentiva. Dopo la morte di Carlo XII, Sjöblad si vide ristabilire i propri titoli dalla regina Ulrica Eleonora nel 1719.
Morì nel 1725 a Göteborg, Västergötland, Svezia. Il generale Carl Georg Sjöblad fu suo figlio e suo nipote fu il feldmaresciallo svedese Mattias Alexander von Ungern-Sternberg.